# Сесон Севињ
Сесон Севињ (фр. Cesson-Sévigné) насеље је и општина у северозападној Француској у региону Бретања, у департману Ил и Вилен која припада префектури Рен.
По подацима из 2011. године у општини је живело 15.413 становника, а густина насељености је износила 479,56 становника/km². Општина се простире на површини од 32,14 km². Налази се на средњој надморској висини од 46 метара (максималној 82 m, а минималној 27 m).

## Демографија
| 1962. | 1968. | 1975. | 1982.  | 1990.  | 1999.  | 2011.  |
| ----- | ----- | ----- | ------ | ------ | ------ | ------ |
| 3.467 | 3.658 | 6.424 | 10.451 | 12.708 | 14.344 | 15.413 |

График промене броја становника у току последњих година